# Villoruela
Villoruela é um município da Espanha na província de Salamanca, comunidade autónoma de Castela e Leão, de área 17,42 km² com população de 980 habitantes (2004) e densidade populacional de 56,26 hab/km².

## Demografia
| Variação demográfica do município entre 1991 e 2004 | Variação demográfica do município entre 1991 e 2004 | Variação demográfica do município entre 1991 e 2004 | Variação demográfica do município entre 1991 e 2004 |
| --------------------------------------------------- | --------------------------------------------------- | --------------------------------------------------- | --------------------------------------------------- |
| 1991                                                | 1996                                                | 2001                                                | 2004                                                |
| 1081                                                | 1026                                                | 989                                                 | 980                                                 |